# 1590 Tsiolkovskaja
1590 Tsiolkovskaja је астероид главног астероидног појаса. Приближан пречник астероида је 13,27 ,
а средња удаљеност астероида од Сунца износи 2,229 астрономских јединица (АЈ).
Инклинација (нагиб) орбите у односу на раван еклиптике је 4,347 степени, а орбитални период износи 1216,318 дана (3,330 године). Ексцентрицитет орбите астероида износи 0,156.
Апсолутна магнитуда астероида износи 11,70 а геометријски албедо 0,209.
Астероид је откривен 1. јула 1933. године.